# Jafnea
Jafnea es un género de hongos de la familia Pyronemataceae. Fue circunscrito por el micólogo Richard Korf en 1960.